# Abel Dubois
Abel Joseph Dubois, né à Erbisœul le 5 janvier 1921 et mort à Mons le 18 octobre 1989, était un homme politique belge membre du Parti socialiste. Il était instituteur de formation et regent en éducation physique diplômé de Nivelles. Il fut instituteur dans une école primaire et devint ensuite professeur d'éducation physique dans le secondaire inférieur, à l'Athénée Royal de Mons. Il fut inspecteur de l'enseignement technique.
Issu d'une famille modeste (son père était cheminot), il exerça la fonction d'instituteur. Entrant en politique il fut élu conseiller communal de Mons en 1953, puis devint échevin de l'Instruction publique et de la Culture de 1965 à 1969 et de 1972 à 1973 et enfin bourgmestre de Mons de 1974 jusque mars 1989 (quelques mois avant sa mort).
Sénateur en 1965 il fut ministre de l'Éducation nationale de 1968 à 1972 et Secrétaire d'État. Entre autres, il instaura l'enseignement secondaire rénové, créa l'enseignement spécial et initia l'enseignement de promotion sociale. 
Il démissionna du Gouvernement Leburton I pour éviter la publication d'un article du journaliste Hugo de Ridder dans "De Standaard". Cet article dénoncerait son implication dans l'affaire RTT (où son épouse et son fils seraient actionnaires d'Equimo, fournisseur monopoliste de la RTT) et dénoncerait aussi le fait que, depuis qu'il était devenu administrateur des Entreprises Lefèvre & Cie, cette entreprise montoise avait reçu d'importants contrats aux RTT, SNCB, et les Postes ethesis.net.

## Carrière politique

### Niveau local
- Élu conseiller communal de Mons, échevin et Bourgmestre de Mons.
- C'est à lui et son équipe qu'on doit la campagne de rénovation de la ville de Mons dans les années 80, notamment au niveau des enduits de façade, de la redynamisation d’îlots intérieurs, la remise en valeur de l'architecture montoise, de la qualité architecturale  des devantures de magasins dans le piétonnier. Son électorat dira qu'il " a vendu Mons aux suisses" (les emprunts faits aux banques) pour une rénovation urbaine qui s'avère payante aujourd'hui. Son entreprise a été poursuivie par Maurice Lafosse, son successeur.

### Niveau national
- Ministre de l'éducation nationale de 1968 à 1971 dans le Gouvernement Gaston Eyskens IV.
- Secrétaire d'État à l'aménagement du territoire et au logement, adjoint aux travaux publics, de janvier 1973 à octobre 1973 dans le Gouvernement Leburton I.